# Vilhelm 9. af Poitiers
Vilhelm (17. august 1153 – 2. december 1156) var den første søn af Kong Henrik 2. af England og Eleonora af Aquitanien. Han blev født i Normandiet samme dag som hans fars rival Eustace 4. af Boulogne døde.
Vilhelm døde den 2. december 1156, i en alder af tre år. Dette skyldtes et anfald på Wallingford Castle, og han blev begravet i Reading Abbey ved fødderne af sin oldefar Henrik 1.
På tidspunktet for sin død, regerede Vilhelm som greve af Poitiers, da hans mor havde afgivet grevskabet til ham. I århundreder havde hertugerne af Aquitanien haft dette som en af deres mindre titler, så Eleonora havde fået det fra sin far. Det at give det til hendes søn var faktisk en genoplivning af titlen, hvorved det adskiltes fra hertugdømmet. Nogle kilder siger, at han også havde titlen "ærkebiskop af York", men dette er sandsynligvis en fejl. Hans halvbror Godfred, Henrik 2.'s illegitime søn (død 1212), som blev født et år før Vilhelm, bestred senere dette embede, og det har skabt forvirring.